# Ritual Killer
Ritual Killer – amerykański zespół black metalowy działający od 1999 r. Założony został w Nowym Orleanie przez członków (aktualnych i byłych) m.in. zespołów Goatwhore, Acid Bath, Psychon Vex, Crowbar. Pierwszy album został wydany przez Bloated Goat Records. Zespół nagrywa dla amerykańskiego oddziału Season of Mist.

## Skład
- Sammy Duet: gitara
- Zak Nolan: perkusja
- James Harvey: gitara basowa
- Jordan Barlow: śpiew

## Dyskografia
- Upon the Threshold of Hell (14.06.2005)
- Exterminance (premiera 18.09.2015)[1]